# BMW Motorrad
BMW Motorrad (БМВ моторрад) бренд је мотоцикла немачке компаније BMW, део њене корпоративне и развојне бренд дивизије.
BMW Motorrad производи мотоцикле од 1923. године, а постигао је рекордну продају пету годину заредом 2015. Са укупно 136.963 возила продата 2015, BMW је забележио пораст од 10,9% у продаји у поређењу са 2014. годином.
У мају 2011, 2000000. мотоцикл који је произвео BMW Motorrad био је R1200GS.